# Nucula fernandinae
Nucula fernandinae är en musselart som beskrevs av Dall 1927. Nucula fernandinae ingår i släktet Nucula och familjen nötmusslor. Inga underarter finns listade i Catalogue of Life.